# Хараковце
Хараковце (слч. Harakovce) насељено је мјесто са административним статусом сеоске општине (слч. obec) у округу Љевоча, у Прешовском крају, Словачка Република.

## Становништво
| Година:    | 1994. | 2004.   | 2014.    | 2024.   |
| ---------- | ----- | ------- | -------- | ------- |
| Број људи: | 71    | 69      | 59       | 54      |
| Разлика:   |       | -2,81 % | -14,49 % | -8,47 % |

| Година:    | 2023. | 2024.   |
| ---------- | ----- | ------- |
| Број људи: | 56    | 54      |
| Разлика:   |       | -3,57 % |

Према подацима о броју становника из 2011. године насеље је имало 67 становника.